# Складчастість голоморфна
Складчастість голоморфна (рос. складчастость  голоморфная, англ. holomorphic folding, нім. holomorphische  Faltung f) – складчастість гірських порід, розвинена в складчастих зонах, яка характеризується: 
- 1) безперервністю свого розвитку в межах даної складчастої обл. ;
- 2) конгруентністю, тобто рівним розвитком антикліналей і синкліналей;
- 3) лінійністю;
- 4) орієнтованістю руху мас, що проявляється в закономірному й однаковому на великій площі нахилом осьових поверхонь.

Названа Штілле (1924). 
Синоніми: складчастість повна, лінійна, геосинклінальна.

## Різновиди складчастості
| - Атектонічна складчастість - Складчастість платформна - Складчастість течії - Складчастість діапірова - Складчастість постумна - Складчастість гравітаційна - Складчастість брилова - Складчастість голоморфна - Складчастість ідіоморфна - Складчастість дисгармонійна - Складчастість нагнітання - Кулісоподібна складчастість | - Складчастість куполоподібна - Складчастість успадкована - Складчастість конседиментаційна - Кулісоподібна складчастість - Складчастість паралельна - Складчастість накладена - Складчастість головна - Складчастість поперечна - Складчастість проміжна - Складчастість консеквентна - Складчастість бокового тиску |